# نیزه‌ماهی‌چسب
نیزه‌ماهی‌چسب (نام علمی: Remora osteochir) نام یک گونه از سرده چسبک‌ماهی است.